# Ngô Nhân Tịnh
Ngô Nhân Tịnh (chữ Hán: 吳仁靜, 1761 – 1813), tự Nhữ Sơn (汝山), hiệu Thập Anh (拾英); là một trong "Gia Định tam gia" thuộc nhóm Bình Dương thi xã (平陽詩社), và là quan triều Nguyễn trong lịch sử Việt Nam.

## Thân thế và sự nghiệp
Ông là người Minh Hương, quê gốc ở Quảng Đông (Trung Quốc). Khi nhà Minh bị nhà Thanh đánh đổ, tiên tổ ông lánh sang Gia Định lập nghiệp, và đến năm Tân Tỵ (1761), thì ông ra đời tại đây.
Lúc thiếu thời, ông theo học với thầy Võ Trường Toản ở làng Hòa Hưng (Gia Định), và là đồng môn với Lê Quang Định, Trịnh Hoài Đức, Ngô Tùng Châu và Tổ Tông Viên Quang (về sau là Sơ tổ chùa Giác Lâm)...

### Dốc sức vì nhà Nguyễn
Không rõ năm Ngô Nhân Tịnh ra giúp chúa Nguyễn Phúc Ánh (1762-1820), chỉ biết ở trong khoảng những năm đầu dựng nghiệp và ông được lãnh chức Thị độc Viện hàn lâm.
Tháng 6 âm lịch năm Mậu Ngọ (1798), ông làm Hữu tham tri Bộ Binh, được chúa Nguyễn Ánh cử theo thuyền buôn Trung Quốc sang Quảng Đông để trình quốc thư cho nhà Thanh, với mục đích hợp tác đánh Tây Sơn và dò xét tin tức của vua Lê Chiêu Thống. Tuy nhiên khi đến Quảng Đông, ông nghe tin vua Lê đã mất nên trở về.
Năm Canh Thân (1800), ông theo hộ giá chúa Nguyễn đi cứu viện Quy Nhơn.
Năm Nhâm Tuất (1802), Nguyễn Phúc Ánh lên ngôi, lấy niên hiệu là Gia Long, ông được phong làm Giáp Phó sứ theo Chánh sứ Trịnh Hoài Đức và Phó sứ Hoàng Ngọc Uẩn sang Trung Quốc lần hai, để trình quốc thư và nộp trả ấn sách mà nhà Thanh đã phong cho nhà Tây Sơn. Đồng thời, đoàn sứ thần cũng giải theo các cướp biển Tề Ngôi là Mạc Quang Phù, Lương Văn Canh, Phàn Văn Tài (những cướp biển từng hợp tác với Tây Sơn) giao cho nhà Thanh. Sau khi hoàn thành sứ mệnh, ông trở về đảm nhiệm chức vụ cũ.
Năm Đinh Mão (1807), ông được sung làm Chánh sứ cùng với Phó sứ Trần Công Đàn sang Chân Lạp (Campuchia), đem sắc ấn đến thành La Bích phong Nặc Chăn làm Cao Miên quốc vương.
Năm Tân Mùi (1811), Gia Long năm thứ 10, ông ra làm Hiệp Trấn Nghệ An. Ông làm quan thanh liêm, mẫu mực, không dung túng kẻ tham lam, hết lòng lo cho dân. Khi đời sống của người dân gặp khó khăn, ông dâng sớ về kinh xin hoãn nộp thuế, đều được vua Gia Long chuẩn y. Cũng trong thời gian này ông cùng Đốc Học Nghệ An là Bùi Dương Lịch soạn ra tập Nghệ An Phong Thổ Ký.
Năm Nhâm Thân (1812), ông được thăng làm Thượng thư bộ Công kiêm Hiệp Hành Tổng Trấn  Gia Định và được phong chức Tinh Viễn hầu.
Năm Quý Dậu (1813), ông cùng Tổng trấn thành Gia Định là Lê Văn Duyệt (1764-1832) đem hơn 13.000 quân binh hộ tống Quốc vương Nặc Chăn về nước Chân Lạp. Cùng năm này, sau khi đi hội đàm cùng Xiêm La (Thái Lan) bàn việc Chân Lạp, ông bị người cùng triều vu tội tham ô, ăn của đút lót của Chân Lạp và Xiêm La. Tổng trấn Lê Văn Duyệt tin thực đem việc ấy tâu lên, vua Gia Long cho không thực, bỏ đi, không quở trách gì, nhưng từ đó vua có ý không tin dùng nữa.
Cũng từ đó lòng của Ngô Nhân Tịnh sầu não không được yên và cũng không thể nào giãi bày được sự trong sạch của mình. Ông thường than thở: "Vẽ rắn thêm chân, ai khiến cho ta mang cái oan không giải tỏ được ư?". Cuối đời, ông sống ẩn dật và mất tại Gia Định vào mùa đông năm ấy (1813).
Sau khi mất, ông được đặt tên thụy là Túc Giản, và được an táng tại làng Chí Hòa, tổng Dương Hòa thượng, huyện Bình Dương, phủ Tân Bình, thành Gia Định (nay thuộc Thành phố Hồ Chí Minh). Theo sách Từ điển văn học (bộ mới), thì lúc bấy giờ Trịnh Hoài Đức có tâu xin được truy tặng cho ông, nhưng vua Gia Long không cho. Năm Minh Mạng thứ nhất (1820), cấp phu coi mộ ông. Đến năm Tự Đức thứ 5 (1852), ông mới được phụ thờ vào miếu Trung hưng công thần ở Huế.

## Cống hiến cho văn học
Ngô Nhân Tịnh là người học rộng, giỏi văn chương, thích ngâm vịnh. Ông cùng với hai người bạn thân thiết là Lê Quang Định và Trịnh Hoài Đức, sáng lập "Bình Dương thi xã" nổi danh một thời.
Tác phẩm của ông hiện còn:
- Thập Anh đường văn tập (拾英堂文集): gồm 187 bài kinh nghĩa, lấy đề tài từ Kinh thi và Kinh thư, dùng làm mẫu cho những người đi thi tham khảo.
- Thập Anh đường thi tập (拾英堂詩集): gồm 81 bài thơ chữ Hán làm trong thời gian đi sứ, lúc làm quan và khi xướng họa với bạn bè.
- Nhất thống dư địa chí (一統輿地志): do Lê Quang Định soạn, Ngô Nhân Tịnh nhuận chính.
- Gia Định tam gia thi tập (嘉定三家詩集): gồm một số bài thơ, in chung với thơ của Trịnh Hoài Đức và Lê Quang Định.

Sách Hỏi đáp lịch sử Việt Nam (tập 3) còn cho biết: 
Ông là đồng tác giả Hoan Châu phong thổ ký. Đây là sáng kiến của Ngô Nhân Tịnh khi ông làm Hiệp trấn Nghệ An. Sách do ông viết lời bạt và tựa vào năm 1811. 
Nội dung sách viết về danh thắng, núi sông, cổ tích, phong tục, nhân vật... của trấn Nghệ An. Đây được xem là một trong các tác phẩm về địa phương chí sớm nhất của đất Hoan Châu xưa (tức Nghệ An ngày nay).

## Nhận xét
Sách Từ điển văn học (bộ mới) có đoạn:
Ngô Nhân Tịnh làm quan thanh liêm, giản dị, nghiêm khắc đuổi kẻ sâu mọt, từng dâng sớ tâu bày những nỗi thống khổ của người dân và xin hoãn thuế, được vua chuẩn y. Tính ông khảng khái, quang minh, rộng rãi, không xu nịnh, vì thế hay bị dèm pha...
Về thơ, thì:
Thơ đi sứ của Ngô Nhân Tịnh đau đáu nỗi niềm thương nhớ nước Việt Nam (Họa Trịnh Cấn Trai thứ lạp Ông tam thập vận, kỳ tam, Khách trung dạ vũ, Khách trung thất tịch, Khách trung ngẫu thành...). Nhưng khi về nước, ông ngỡ ngàng nhận ra mình cũng chỉ là một vị "khách" xa lạ trên chính nơi "chôn nhau cắt rún" của mình. Nhất là ở giai đoạn cuối đời, ông phải sống trong sự nghi ngờ của vua và của một số người (Tiên thành lữ thứ).
Là một vị công thần bị bỏ rơi như Ngô Nhân Tịnh, ông chỉ còn biết ẩn mình gửi gắm nỗi niềm vào rượu và Ly tao (Thuyết tình ái). Mang nặng nỗi niềm tâm sự của một vị trượng phu "muốn đền nợ nước" nhưng "tấm lòng chưa thấu đến cửa vua", nên ông luôn tự ví mình như Khuất Nguyên, Hàn Tín (Lưu biệt Tiên thành chư hữu; Đồng Trần Tuấn, Hà Bình Xích hạ chu trung tạp vịnh).
Thơ ông xót xa, u uẩn nhưng không chất chứa oán hờn, khinh bạc. Với lời lẽ trung hậu, thấy trải lẽ xuất xử của kẻ sĩ ở đời. Những vần thơ nhiều trăn trở ấy đã tạo nên sức rung động rất lớn. Ông thật xứng với lời khen của Nguyễn Du (1766-1820):
Văn chương ông hay như tám nhà cổ văn lớn làm tăng vẻ đẹp hai nước
Mưa móc theo sau xe ông thấm nhuần cả châu Hoan.
(Tống Ngô Nhữ Sơn công xuất trấn Nghệ An).
Trích nhận xét của nhà nghiên cứu Tạ Ngọc Liễn: 
Trong Gia Định tam gia thi, Ngô Nhân Tĩnh là người có nhiều tâm sự trăn trở nhất và cũng là nhà thơ hay nhất. Ông làm quan tới Thượng thư mà vẫn bị vua ngờ vực, không tin tưởng. Vì sao thì chúng ta chưa rõ, song qua một bài thơ của ông, người đọc thấy ở ông có tâm trạng u uẩn chất chứ khá nặng nề.
Nửa ngọn đèn lẻ loi, giấc mông của lữ khách vừa tàn,
Nỗi tâm sự trăm năm càng khó nói ra…
(Nơi quán trọ Hà Tiên, 1)
Ngô Nhân Tĩnh tuy là người gốc Minh Hương, nhưng Việt Nam đã thành tổ quốc thật sự của ông... Năm 1802, từ Quảng Đông theo đường thủy đến Quảng Tây, trong 30 bài thơ họ bài của Trịnh Hoài Đức, có câu:
Thân tại cõi Bắc, lòng ở nước Nam,
Nước chảy về biển Đông, trăng lặn phía Tây.
Và:
Đem hết lòng son báo đề nước,
Nhớ quê hương thêm bạc tóc.
(Soi gương)

## Thơ Ngô Nhân Tĩnh
Giới thiệu một bài: 
| Phiên âm Hán-Việt: Đồng Trần Tuấn, Hà Bình Xích hạ chu trung tạp vịnh. Phiêu bồng, đoạn ngạnh cộng du du, Không đới nam quan vạn lý sầu. Tráng sĩ tự năng thù quốc trái, Trượng phu thùy khẳng vị thân mưu. Phiến tâm vị đạt môn trùng toản, Nhất sự vô thành lệ ám lưu. Cục tích tiền đồ thiên địa trách, Đế hôn đồ vọng bão kỳ du. | Dịch nghĩa: Cùng hai bạn Trần Tuấn, Hà Bình chơi thuyền trên sông Xích hạ, có bài tạp vịnh. Gió thổi cỏ bồng, nước trôi cành gãy, man mác thay cái cảnh phiêu lưu, Trùm đầu (bằng) cái mũ phương nam, mà vẫn đeo sầu ở nơi quan san muôn dặm. Tráng sĩ bền gan cần phải đền bồi nợ nước, Trượng phu lập chí nào nghĩ đến việc riêng mình. Cửa vua mấy lần khóa thâm nghiêm, tấm lòng thành chưa thấu tới Nước mắt biết bao phen sùi sụt, một việc gì cũng chẳng làm xong. Cúi mình chùn bước trên đường đi, trời đất sao mà chật hẹp, Đầy dạ biết bao mưu kế, nhưng chỉ biết để mắt trông về nơi đế khuyết, xiết nỗi mong chờ. . |

## Thông tin liên quan
Năm Bính Tý (1936), vì nhà cầm quyền cần nơi xây cất nhà ga, nên Hội Đình Minh Hương Gia Thạnh đã di dời mộ phần của ông về làng Tân Hóa, tổng Tân Phong Trung, huyện Tân Long, tỉnh Gia Định (nay là đường Lũy Bán Bích, phường Hiệp Tân, quận Tân Phú, Thành phố Hồ Chí Minh).
Năm Giáp Thân (2004), để tôn vinh một nhà thơ lớn của đất Gia Định năm xưa, Ủy ban Nhân dân Thành phố Hồ Chí Minh đã di dời và an trí mộ phần của ông trong khuôn viên chùa Giác Lâm, trên đường Lạc Long Quân, quận Tân Bình. Lăng mộ ông được liệt vào hàng Di tích Lịch sử-Văn hóa cấp Quốc gia.

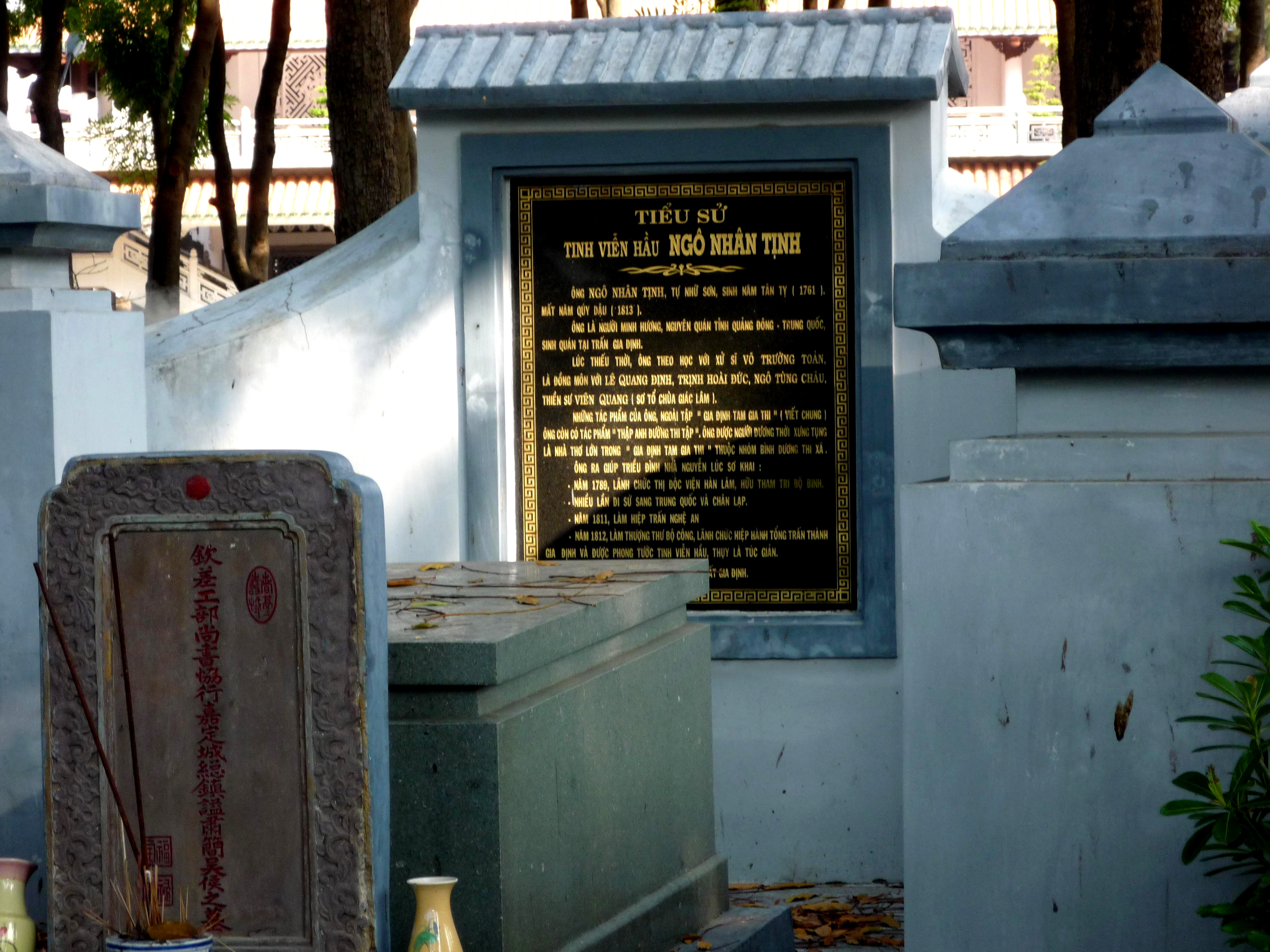
Lăng mộ Ngô Nhân Tịnh trong khuôn viên chùa Giác Lâm.
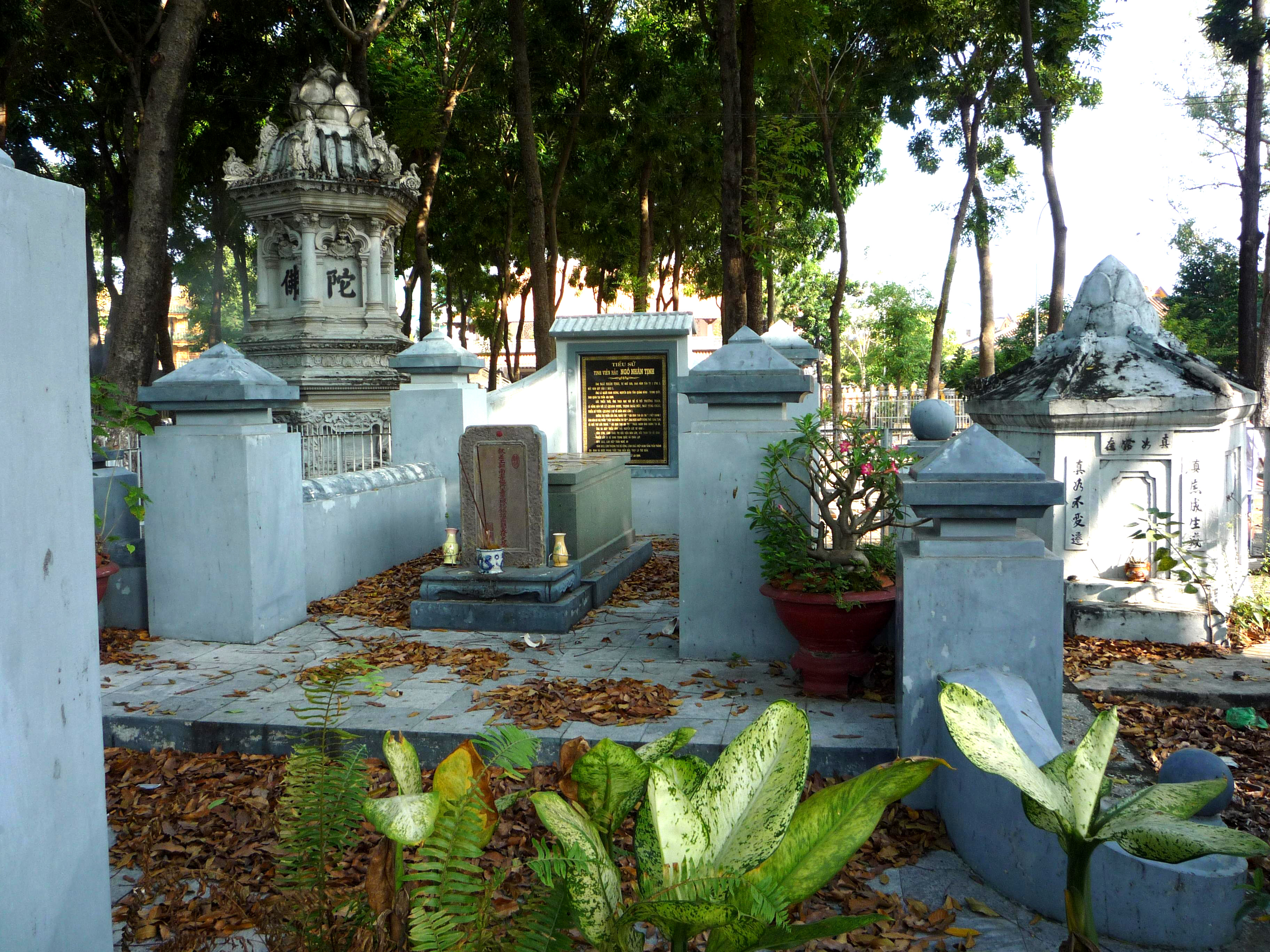
Toàn cảnh khu Lăng mộ Ngô Nhân Tịnh.

## Sách tham khảo
- Nhiều người soạn (Trần Nam Tiến chủ biên), Hỏi đáp lịch sử Việt Nam, (tập 3), Nhà xuất bản Trẻ, 2007.
- Quách ThịThu Hiền, mục từ "Ngô Nhân Tĩnh" trong Từ điển văn học (bộ mới). Nhà xuất bản Thế giới, 2004.
- Diên Hương, Thành ngữ điển tích từ điển. Nhà xuất bản Đồng Tháp, 1992.
- Nhiều người soạn, Giải đáp Sài Gòn-TP. HCM (tập 3). Nhà xuất bản Trẻ, 2006.
- GS Trịnh Vân Thanh, Thành ngữ điển tích danh nhân từ điển, tập 2. Nhà xuất bản Hồn thiêng, Sài Gòn.
- Nguyễn Q. Thắng và Nguyễn Bá Thế, Từ điển nhân vật lịch sử Việt Nam. Nhà xuất bản KHXH, 1992.
- Nhiều người soạn (Huỳnh Lý chủ biên), Hợp tuyển thơ văn Việt Nam (tập 3). Nhà xuất bản Văn học, 1978.
- Tạ Ngọc Liễn, Danh nhân trong lịch sử Việt Nam. Nhà xuất bản Thanh Niên, 2008.